# 三遊亭仁馬
三遊亭 仁馬（さんゆうてい じんば、1990年3月16日 - ）は、落語芸術協会に所属する落語家。五代目三遊亭圓馬門下の二ツ目。本名は酒寄 拓。

## 略歴
- 東京都立小松川高等学校、明治大学政治経済学部卒業。大学在学中は「歌舞伎研究会」に所属。
- 2016年
  - 1月　5代目三遊亭圓馬に4番弟子として入門。前座名「馬ん次」[1]。
  - 5月　楽屋入り[1]。
- 2020年
  - 6月中席、春風亭昇りん、昔昔亭昇とともに二ツ目に昇進。馬ん次改め「仁馬」となる[2]。
- 2021年
  - 落語芸術協会若手ユニットルート9を落語家・講談師全9名で発足。ルート9内ユニットさば弁を、春風亭弁橋、神田桜子、三遊亭仁馬の3人で組んでいる。

## 芸歴
- 2016年
  - 1月 - 五代目三遊亭圓馬に入門し、前座名「馬ん次」を名乗る。
  - 5月 - 楽屋入り[1]。
- 2020年6月 - 二ツ目昇進し、「仁馬」と改名。

## 人物
柴又生まれ柴又育ちの、生粋の江戸っ子。血液型B型。
演芸ユニット「さば弁」メンバー。
同期の春風亭昇りん、昔昔亭昇ととても仲が良く、毎年クリスマスにはプレゼント交換をしている。2020年以降は二ツ目に昇進したことから落語会を開催し、プレゼント交換を続けている。同期3人揃って「月曜から夜ふかし」にインタビューされた。落語家らしく謎かけをし、見事に答えたが考えたのはねづっちだった。
柳亭信楽をしくじって怒らせてしまう。その後に、信楽の弟弟子柳亭春楽をTwitterでイジり、さらに信楽をしくじってしまった。

### 趣味
- 漫画を読むこと[1]
- 観劇[1]
- スクワット[1]

## 出演

### ラジオ
- ON THE PLANET(2021年5月4日、JFN)[5]

### web
- サタデーステーション（youtubeのみ、2022年3月19日、テレビ朝日）[6]
- SPICE「ルート9特集」（2022年4月19日）[7]

### 舞台
- 演劇ユニットろりえ「ろりえの復讐」(2024年4月、新宿シアタートップス）

### 雑誌
- anan「関係性を愛でるエンタメ」（2021年7月14日号、マガジンハウス）[8]